# هیراتسوکا رایچو
هیراتسوکا رایچو (平塚 らいちょう؛ ۱۰ فوریه ۱۸۸۶ – ۲۴ مهٔ ۱۹۷۱) روزنامه‌نگار، رمان‌نویس، نویسنده، و نقاد اهل ژاپن بود. وی یکی از افراد کلیدی در ایجاد حق رأی زنان در ژاپن بود.